# اسکار ترخو
اسکار ترخو (انگلیسی: Óscar Trejo؛ زادهٔ ۲۶ آوریل ۱۹۸۸) بازیکن فوتبال اهل آرژانتین است.
از باشگاه‌هایی که در آن بازی کرده‌است می‌توان به باشگاه ورزشی رئال مایورکا، باشگاه فوتبال اسپورتینگ خیخون، باشگاه فوتبال بوکا جونیورز، باشگاه فوتبال رایو وایکانو، باشگاه فوتبال الچه، و باشگاه فوتبال تولوز اشاره کرد.